# Карнавал на Кубе
Карнавал на Кубе — пантомима, посвящённая революционной Кубе. Поставлена в Московском цирке на Цветном бульваре в октябре 1962 года.
Пантомима поставлена по сценарию Льва Кулиджанова, Юрия Никулина, Марка Местечкина. Режиссёром постановки был Марк Местечкин, художником Л. Окунь, балетмейстером П. Гродницкий.
В пантомиме принимали участие: Гитана Леонтенко — Кончита, Мухтарбек Кантемиров — Рамон, Юрий Никулин — Пипо, Михаил Шуйдин — Родригес, Татьяна Никулина — барменша.
На манеже цирка разворачивалась впечатляющая картина карнавала, звучали кубинские и революционные песни. В синтетическом представлении делалась попытка раскрыть средствами циркового искусства музыки и балета подвиг революционного кубинского народа.